# Jenny Lampa
Jenny Anna Margareta Lampa (11 januari 1981) is een Zweedse actrice en filmproducente. Het acteren leerde zij in zowel Zweden, Amerika als Engeland.

## Filmografie

### Films
Uitgezonderd korte films.
- 2020 Faunutland and the Lost Magic - als Nightinglar
- 2015 Inbrottet - als de vrouw
- 2014 Inbrottet - als Kvinnan
- 2014 Lokalvardaren - als Chefen
- 2014 Re: - als Emma
- 2009 Syner - als Eva
- 2009 Stenhuggaren - als Agnes
- 2008 Vampyrer - als Vera
- 2008 Död vid ankomst - als verpleegster Ina
- 2007 Gangster - als Jasmin
- 2000 Ristningar - als Linda

### Televisieseries
Uitgezonderd eenmalige gastrollen.
- 2018 The Bridge - als psychologe - 6 afl.
- 2017 Jordskott - als Åsa Riksäter - 2 afl.
- 2011 Starke man - als Emily - 2 afl.

### Filmproducente
- 2020 Faunutland and the Lost Magic - film
- 2015 Inbrottet - film
- 2014 Inbrottet - film
- 2009 Efterfesten - korte film